# Flavia Severin
Flavia Severin (Treviso, 1º aprile 1987) è una rugbista a 15 e pugile italiana, terza linea centro delle Red Panthers di Treviso e, in campo pugilistico, quattro volte campionessa d'Italia in due categorie di peso e finalista al campionato europeo dilettanti 2014 nella categoria massimi.

## Biografia
Cresciuta a Paese, Flavia Severin iniziò a giocare a rugby intorno a sei anni in squadre miste, per poi interrompere l'attività a dodici per mancanza di formazioni femminili; in ragione del suo fisico (180 cm d'altezza) iniziò a praticare altre discipline d'atletica pesante (sollevamento pesi) e leggera (getto del peso); a 18 anni riprese a praticare il rugby nelle file delle Red Panthers di Treviso; in seguito, seguendo le orme paterne, si dedicò anche al pugilato.

### Attività nel rugby
Con la femminile del Benetton vinse lo scudetto alla sua prima stagione nel rugby, e contestualmente debuttò a livello internazionale per l'Italia a Londra contro l'Inghilterra (sconfitta 10-17) nel febbraio 2006; ancora, fu campionessa italiana nel 2008 e 2009 e di nuovo nel 2011.
Con l'Italia giunse terza nel Sei Nazioni 2015 per poi prendere una pausa dal rugby onde tentare la qualificazione olimpica nel pugilato; dopo il fallito tentativo per superati limiti di peso tornò al rugby a tempo pieno, venendo convocata tra le giocatrici alla Coppa del Mondo di rugby femminile 2017 in Irlanda, al termine della quale l'Italia si classificò al nono posto assoluto.

### Attività nel pugilato
Nel 2013 Severin, affiliata alla società pugilistica Treviso Ring, iniziò l'attività a livello nazionale nella categoria massimi (sopra gli 81 kg) e il 29 settembre di quell'anno vinse il titolo italiano dei supermassimi; ai campionati europei del 2014 a Bucarest giunse fino alla finale, nella quale fu battuta dall'ungherese Mária Kovács, ancora nella categoria massimi; nel 2015 perse peso e scese sotto gli 80 kg per poter competere nella categoria dei pesi medi e in essa guadagnare la qualificazione al torneo olimpico del 2016 a Rio de Janeiro.
In occasione del campionato mondiale 2016 ad Astana (Kazakistan), tuttavia, non riuscì a presentarsi nella categoria dei medi (pesava all'epoca 82 kg) e dovette competere in quella dei massimi che, tuttavia, non era prevista nel torneo olimpico; fu sconfitta nei quarti della competizione dalla statunitense Franchon Crews.
Con l'inizio della stagione 2016-17 tornò quindi alle Red Panthers per il campionato di rugby, che non le impedì comunque di laurearsi per la quarta volta campionessa nazionale, a Bergamo, nella categoria dei massimi 81+ kg.

### Altri sport
Severin è tesserata in atletica leggera per il CUS Parma per i cui colori vanta un personale di 14 metri e 69 centimetri; da juniores a 17 anni vinse, nel 2004, il campionato allievi FIDAL a Cesenatico; è stata inoltre sollevatrice per la società Pesistica Montebelluna, con cui due volte è giunta quinta agli assoluti femminili.

## Palmarès

### Rugby a 15
- Campionati italiani: 4
Red Panthers: 2005-06, 2007-08, 2008-09, 2010-11

### Pugilato
- Europei

Bucarest 2014: argento nei pesi massimi.
Sofia 2018: oro nei pesi massimi.
Alcobendas 2019: bronzo nei pesi massimi.